# 僕たちのラストステージ
『僕たちのラストステージ』（ぼくたちのラストステージ、Stan & Ollie）は2018年のアメリカ合衆国・イギリス・カナダ合作の伝記映画。監督はジョン・S・ベアード、主演はスティーヴ・クーガンとジョン・C・ライリーが務めた。
ハリウッドのサイレントからトーキーの時代にかけて人気を博したお笑いコンビ「ローレル&ハーディ」の晩年を描いている。

## ストーリー
1953年、ローレル&ハーディはイギリスでライブツアーを行うことになった。1920年代後半から1930年代にかけて、2人はハリウッドで黄金時代を築き上げたがハル・ローチと決裂してから徐々に落ち目になっていった。そんな2人にとって、このツアーは復活を賭けた最後の大勝負であった。2人は経済的にも苦しい状態にあったが、芸の腕前は一切衰えておらず、ツアーは大成功のうちに終わった。かつての人気を取り戻せるかに見えた矢先、オリヴァーに病魔が襲いかかった。

## キャスト
- スタン・ローレル（スタン）: スティーヴ・クーガン
- オリヴァー・ハーディ（オーリー）: ジョン・C・ライリー
- ルシル・ハーディ: シャーリー・ヘンダーソン
- ハル・ローチ（英語版）: ダニー・ヒューストン
- イーダ・ローレル: ニーナ・アリアンダ
- バーナード・デルフォント（英語版）: ルーファス・ジョーンズ（英語版）
- シンシア・クラーク: スージー・ケイン（英語版）

## 製作
2016年1月、ジョン・S・ベアード監督の新作映画にスティーヴ・クーガンとジョン・C・ライリーが出演することになったとの報道があった。脚本はジェフ・ポープが執筆することになったとも報じられた。ポープは「ローレル&ハーディは自分にとってヒーローみたいなものです」と語った。5月、第69回カンヌ国際映画祭で本作の配給権が売りに出された。
2017年春、本作の主要撮影がイギリスで始まった。なお、ライリーはオリヴァー・ハーディを演じるための特殊メイクに毎日4時間を費やした。

## 公開・マーケティング
2018年8月3日、本作の劇中写真が公開された。9月9日、ソニー・ピクチャーズ・クラシックスが本作の全米配給権を購入したと報じられた。18日、本作のオフィシャル・トレイラーが公開された。10月21日、本作はロンドン映画祭でプレミア上映された。

## 評価
本作は批評家から絶賛されている。映画批評集積サイトのRotten Tomatoesには33件のレビューがあり、批評家支持率は91%、平均点は10点満点で7.3点となっている。サイト側による批評家の見解の要約は「『僕たちのラストステージ』の各シーンには優しい眼差しが透けて見える。同作は創造的な絆が孕む重荷と喜びを感動的に描写しており、愛された2人のエンターテイナーに対して敬意を表した作品となっている。」となっている。また、Metacriticには13件のレビューがあり、加重平均値は72/100となっている。
本作での演技によって、ジョン・C・ライリーは第76回ゴールデングローブ賞の主演男優賞 (ミュージカル・コメディ部門)にノミネートされた。